# Ronald Reagan

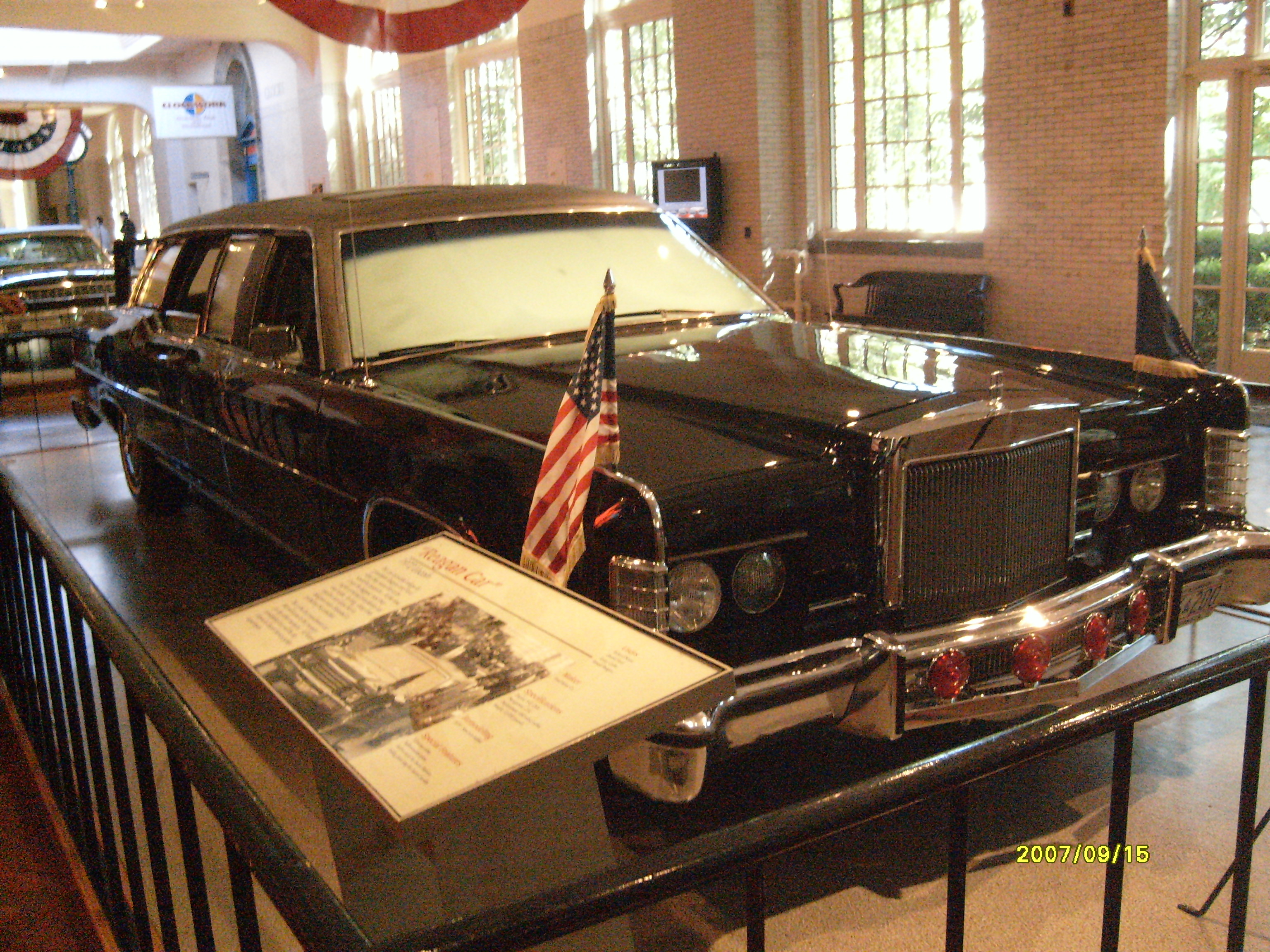
Samochód Ronalda Reagana

Ronald Wilson Reagan (ur. 6 lutego 1911 w Tampico, zm. 5 czerwca 2004 w Los Angeles) – amerykański polityk, 40. prezydent Stanów Zjednoczonych.
33. gubernator Kalifornii, aktor filmowy. Jako przywódca USA udzielił znaczącej pomocy ruchom antykomunistycznym, w tym działającej w Polsce „Solidarności”. W czasie jego prezydentury zostały przeprowadzone reformy w polityce gospodarczej (tzw. reaganomika) o założeniach wywodzących się z ekonomii podaży.
Ukończył Eureka College w 1932 i pracował jako komentator radiowy. Po przeprowadzce do Kalifornii w 1937 znalazł pracę jako aktor filmowy i zagrał w kilku dużych produkcjach oraz był aktywnym członkiem aktorskiego związku zawodowego. Na początku lat 60. wstąpił do Partii Republikańskiej. W 1964 wygłosił przemówienie „Czas na wybieranie”, którym zwrócił na siebie uwagę całego kraju. W latach 1966–1974 był gubernatorem Kalifornii, w okresie pełnienia tego stanowiska przekształcił deficyt budżetowy stanu w nadwyżkę, rzucił wyzwanie protestującym na Uniwersytecie Kalifornijskim w Berkeley i rozkazał wkroczyć oddziałom Gwardii Narodowej na teren Uniwersytetu, w okresie ruchów protestacyjnych. W 1980 wygrał nominację republikańską na prezydenta i pokonał urzędującego prezydenta Jimmy’ego Cartera.
Wkrótce po objęciu urzędu prezydenta rozpoczął wdrażanie nowych inicjatyw politycznych i gospodarczych. Jego polityka gospodarcza opowiadała się za obniżeniem stawek podatkowych w celu pobudzenia wzrostu gospodarczego, deregulacji gospodarczej i redukcji wydatków rządowych. W swojej pierwszej kadencji przeżył zamach, wzniecił wojnę z narkotykami, najechał Grenadę i walczył ze związkami zawodowymi sektora publicznego. W ciągu dwóch kadencji doprowadził w gospodarce do spadku inflacji z 12,5% do 4,4% i średniego rocznego wzrostu realnego PKB o 3,6%. Obniżył podatki i zwiększył wydatki wojskowe, co przyczyniło się do ogólnego wzrostu długu federalnego. Jego drugą kadencję zdominowały sprawy zagraniczne, w tym bombardowanie Libii, wojna iracko-irańska, afera Iran-Contras i trwająca zimna wojna. W czerwcu 1987, cztery lata po tym, jak publicznie określił Związek Radziecki jako „imperium zła”, podczas przemówienia pod Bramą Brandenburską wezwał sowieckiego sekretarza generalnego Michaiła Gorbaczowa do „zburzenia tego muru”. Kończył swoją prezydenturę w okresie rozpadu ZSRR, który ostatecznie upadł prawie trzy lata po jego odejściu.
Chociaż planował aktywną działalność po prezydenturze, w listopadzie 1994 ujawnił, że zdiagnozowano u niego chorobę Alzheimera. Później jego nieformalne wystąpienia publiczne stawały się coraz rzadsze w miarę postępu choroby.
27 lipca 2000 – w uznaniu za służbę dla narodu – wraz ze swoją żoną Nancy Reagan zostali uhonorowani Złotym Medalem Kongresu, jednym z najwyższych odznaczeń cywilnych w Stanach Zjednoczonych.

## Dzieciństwo i młodość
Ronald Reagan urodził się 6 lutego 1911 w Tampico, jako syn sprzedawcy butów Johna Reagana i jego żony Nellie. W 1920 rodzina przeniosła się do Dixon, gdzie Ronald uczęszczał do szkół. W szkole średniej występował w kółku teatralnym. W 1928 wstąpił do Eureka College, gdzie był przewodniczącym organizacji studenckiej i kapitanem drużyny pływackiej. Po ukończeniu szkoły pracował jako radiowy komentator sportowy w Davenport i Des Moines.

## Kariera aktorska
W 1937, przebywając w Kalifornii, otrzymał angaż do filmu Miłość w eterze. Postanowił wówczas pozostać w Hollywood, ponieważ aktorstwo było jego wymarzonym zawodem. Zagrał łącznie w ponad 50 filmach. Najsłynniejsze z nich to: King’s Row, Mroczne zwycięstwo, Brother Rat, Knute Rockne All American, Bedtime for Bonzo, Zabójcy i Hellcats of the Navy. W 1938 przystąpił do stowarzyszenia aktorskiego Screen Actor Guild, którego został przewodniczącym dziewięć lat później. W czasie II wojny światowej nagrywał filmy instruktażowe dla wojska. W połowie lat 50. skupił się na pracy w telewizji, m.in. podpisując kontrakt z General Electric na regularne prowadzenie półgodzinnego programu.

## Kariera polityczna
W latach 30. był zwolennikiem polityki Nowego Ładu Franklina Delano Roosevelta i Partii Demokratycznej. W 1948 poparł Harry’ego Trumana w wyborach prezydenckich, a dwa lata później Helen Gahagan Douglas z Kalifornii w wyborach do Senatu. Jego poglądy ewoluowały z czasem i w 1952 i 1956 organizował przedsięwzięcie „Demokraci na rzecz Eisenhowera”, mające na celu wybór Dwighta Eisenhowera na prezydenta. W 1960 agitował za Richardem Nixonem, a dwa lata później opuścił demokratów i zapisał się do Partii Republikańskiej. Dzięki jego działalności w kampanii Barry’ego Goldwatera w 1964 zyskał sympatię bossów partyjnych. Dzięki temu dwa lata później wystartował w wyborach na urząd gubernatora Kalifornii. Jego głównym kontrkandydatem był urzędujący gubernator Pat Brown. Reagan uzyskał wówczas 57,6% poparcia, wobec 42,3% dla Browna.
Jako gubernator kładł nacisk na cięcia budżetowe, zmniejszenie podatków i samoograniczanie się władzy. Obciął wydatki na oświatę i szkolnictwo wyższe, przeciw czemu protestował Clark Kerr, rektor Uniwersytetu Kalifornijskiego. Wobec tego Reagan zwolnił Kerra ze stanowiska, podnosząc opłaty za naukę. Cięcia objęły także opiekę społeczną, jednak w wyniku nacisków gubernator musiał pójść na kompromisy i wprowadzić lżejsze reformy od zapowiadanych. Sprzeciwiał się zniesieniu kary śmierci, jednak na tym polu także poniósł porażkę. Jego działania miały na celu także ograniczenie wzrostu biurokracji – przez cały okres jego urzędowania zatrudnienie utrzymało się na poziomie 103 tysięcy osób. Obniżył podatki od nieruchomości, podwyższając podatki dochodowe, a także zaostrzył kryteria kwalifikacji do świadczeń społecznych, przez co liczba osób je otrzymujących spadła. W 1972 ubiegał się o drugą kadencję gubernatorską, co udało mu się osiągnąć po pokonaniu Jesse’ego Unrucha. Cztery lata później postanowił nie kandydować po raz trzeci, tylko wystartować w wyborach prezydenckich. O nominację Partii Republikańskiej musiał walczyć z urzędującym prezydentem Geraldem Fordem. Nie udało mu się jednak przekonać delegatów partyjnych i nominację otrzymał Ford.

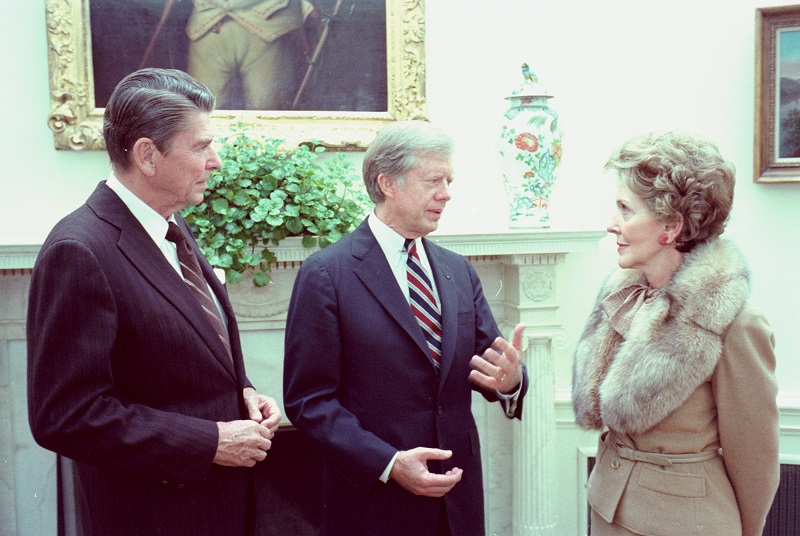
Reagan z żoną Nancy i Jimmym Carterem (20 listopada 1980 r.)

W 1980 ponownie postanowił ubiegać się o prezydenturę. Wziął udział we wszystkich zorganizowanych prawyborach, aby zapewnić sobie poparcie delegatów. Jego głównymi kontrkandydatami byli George H.W. Bush, Howard Baker, John Anderson i John Connally. Po marcowych prawyborach w Karolinie Południowej, z wyścigu wycofał się Connally, który udzielił swojego poparcia Reaganowi. W tym samym czasie prezydent Ford oznajmił, że nie będzie ubiegał się o ponowną prezydenturę. W maju Bush podjął decyzję o niekandydowaniu i wsparł Reagana, twierdząc, że głównym celem Partii Republikańskiej jest odsunięcie od władzy Jimmy’ego Cartera. Na lipcowej konwencji republikanów w Detroit, Reagan uzyskał nominację w pierwszym głosowaniu. Początkowo zaproponował wiceprezydenturę Fordowi, jednak były prezydent chciał zwiększenia kompetencji drugiej osoby w państwie. Reagan nie chciał się na to zgodzić, wobec czego Ford nie przyjął propozycji. Wówczas nominat złożył ofertę Bushowi, która została zaakceptowana. W głosowaniu powszechnym Reagan otrzymał prawie 44 mln głosów, wobec ponad 35 mln dla Cartera i 5,7 mln dla Andersona. W Kolegium Elektorskim na republikanina głosowało 489 elektorów, podczas gdy na demokratę – 49. Reagan został zaprzysiężony 20 stycznia 1981.

## Prezydentura

### Pierwsza kadencja

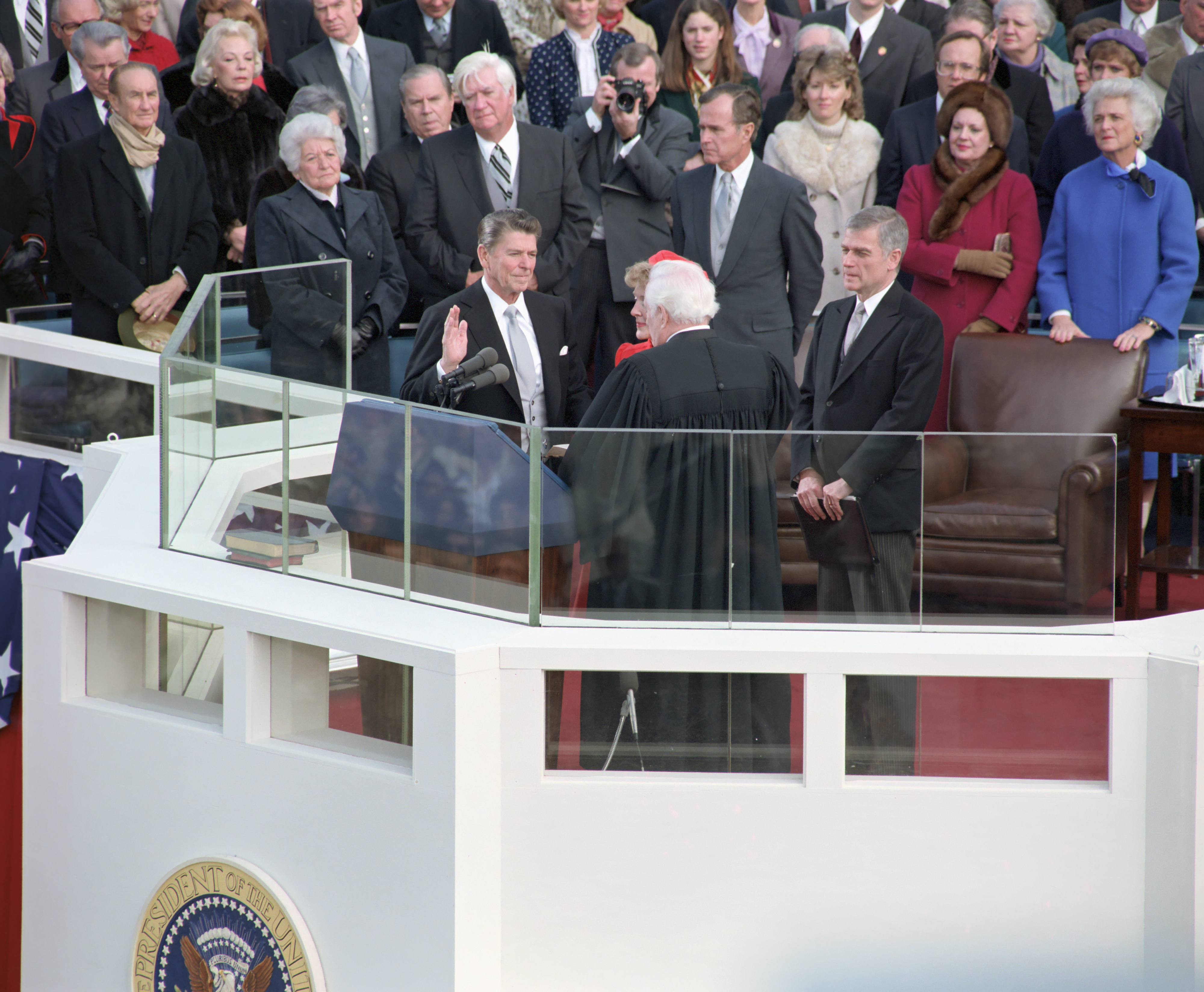
Reagan podczas składania przysięgi prezydenckiej (20 stycznia 1981)

Reagan podczas spotkania z członkami Kongresu (1983)

W przemówieniu inauguracyjnym podkreślił swoje konserwatywne poglądy społeczno-gospodarcze: zapowiedział redukcję wydatków publicznych (z wyjątkiem budżetu wojskowego), obniżenie podatków, zmniejszenie zatrudnienia w administracji publicznej i ograniczenie ingerencji rządu federalnego w gospodarkę. W dziedzinie polityki zagranicznej podkreślił chęć utrzymania pokoju, zaznaczając jednak swoje nieugięcie wobec komunizmu. W swoim gabinecie Reagan także zgromadził ludzi o konserwatywnych poglądach: sekretarzem stanu został Alexander Haig, sekretarzem obrony – Caspar Weinberger, sekretarzem skarbu – Donald Regan, prokuratorem generalnym – William French Smith, doradcą ds. bezpieczeństwa narodowego – Richard Allen, a szefem personelu Białego Domu – James Baker. Jedyną kobietą w rządzie Reagana była ambasador USA przy ONZ – Jeane Kirkpatrick, natomiast jedynym Afroamerykaninem był sekretarz urbanizacji Samuel Pierce.
Jednym z pierwszych wydarzeń w czasie pierwszej kadencji była próba dokonania zamachu na Reagana. 30 marca 1981 przed hotelem Washington Hilton John Hinckley kilkukrotnie strzelił w kierunku Reagana, raniąc go, a ponadto rzecznika prasowego Białego Domu Jamesa Brady’ego, agenta Secret Service Timothy’ego McCarthy’ego i policjanta Thomasa Delahanty’ego. Ranny prezydent został niezwłocznie przetransportowany do szpitala, gdzie został zoperowany. 4 kwietnia był już w stanie rozmawiać ze współpracownikami, a osiem dni później został wypisany ze szpitala.
Od początku prezydentury prowadził konserwatywną politykę gospodarczą (tzw. reaganomika), zagraniczną i wojskową. Silna opozycja wobec socjalizmu, zwalczanie lewicowych rządów i pomoc proamerykańskim reżimom spowodowały liczne napięcia w stosunkach ze Związkiem Radzieckim. Gdy w grudniu 1981 w Polskiej Rzeczypospolitej Ludowej wprowadzono stan wojenny, prezydent USA ogłosił sankcje wobec władz PRL. Stwierdził, że pomoc humanitarna będzie kontynuowana, lecz tylko pod warunkiem pewności, że żywność dociera do potrzebujących. Ponadto Reagan zawiesił uprawnienia linii lotniczych LOT w komunikacji pomiędzy PRL i USA, wstrzymał odnowienie zabezpieczeń kredytowych z Banku Eksportowo-Importowego i zaapelował do państw sojuszniczych o ograniczenie dostaw nowoczesnych technologii do Polski. Ponadto wstrzymano wymiany naukowe i medyczne, a także zaprzestano przyznawać wizy dla Polaków udających się do Stanów Zjednoczonych. Gdy Sejm PRL przyjął uchwałę o związkach zawodowych w październiku 1982, USA cofnęły klauzulę najwyższego uprzywilejowania. Podwyżka stawek celnych miała pozbawić PRL 30–40 miliardów dolarów dochodów z eksportu. Sankcjami został objęty także ZSRR. 29 grudnia 1981 wstrzymano licencje na dostawy sprzętu elektronicznego, dostawy zbóż, zawieszono rokowania dotyczące nowego układu rozbrojeniowego, wstrzymano loty Aerofłotu i nie odnowiono układu o wymianie naukowej. Wszelkie restrykcje zostały zniesione dopiero w 1987.
W 1981 podejmował także wysiłki na rzecz ustabilizowania sytuacji na Bliskim Wschodzie. 1 września przedstawił plan, zakładający wstrzymanie budowy osiedli izraelskich na Zachodnim Brzegu Jordanu i w strefie Gazy, wybór autonomicznej władzy Palestyny i przekazanie władzy na pięć lat palestyńskim mieszkańcom tychże terenów. Prezydent sprzeciwiał się powołaniu autonomicznego państwa palestyńskiego, jednak postulował stowarzyszenie terenów Cisjordanii i Gazy z Jordanią i niepodzielność Jerozolimy.
Polityka antykomunistyczna znalazła także odzwierciedlenie w stosunkach z sojusznikami – na początku czerwca 1982 Reagan udał się do Paryża, aby spotkać się z prezydentem Francji François Mitterrandem i przywódcami sześciu innych krajów. Prezydent Stanów Zjednoczonych chciał, by państwa sojusznicze ograniczyły kredyty dla ZSRR i innych krajów socjalistycznych, jednak nie uzyskano w tej kwestii konsensusu. Liderzy ustalili jednak, że kredyty będą oprocentowane na poziomie co najmniej 12,5%. Reagan bezskutecznie domagał się zatrzymania budowy gazociągu z Syberii do Europy Zachodniej. 8 czerwca wizytował w Londynie, dzień później w Bonn, a 11 czerwca w Berlinie Zachodnim. We wszystkich trzech miejscach nawoływał do bardziej zdecydowanej opozycji wobec Związku Radzieckiego i przyjęcia amerykańskiego programu kontroli zbrojeń.
W czasie trwania pierwszej kadencji przeznaczył ponad 1,5 bln dolarów na zbrojenie i nie podejmował próby wznowienia rozmów na temat rozbrojenia. W 1983 zdecydował o rozmieszczeniu rakiet średniego zasięgu MGM-31B Pershing II w krajach Europy Zachodniej.
Jesienią 1983 utworzono komitet na rzecz reelekcji Reagana. Oficjalnie prezydent ogłosił decyzję o starcie w wyborach 29 stycznia 1984. Delegaci Partii Republikańskiej, udzielili mu jednomyślnego poparcia na konwencji w Dallas w dniach 20–23 sierpnia. Z ramienia demokratów jego przeciwnikiem był Walter Mondale. W głosowaniu powszechnym urzędujący prezydent uzyskał ponad 54 mln głosów, przy ponad 37 milionach dla Mondale’a. W Kolegium Elektorów Reagan otrzymał 525 głosów, wobec 13 dla kandydata Partii Demokratycznej.

### Druga kadencja

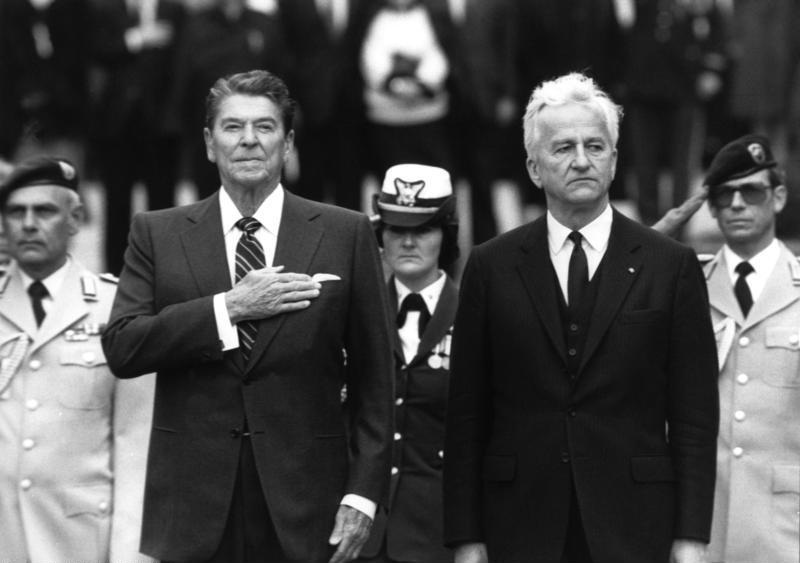
Reagan i prezydent RFN Richard von Weizsäcker w Bonn (1985)

W 1985 rozpoczął rokowania rozbrojeniowe ze Związkiem Radzieckim, pomimo zapowiedzi utrzymania tempa zbrojeń amerykańskich. Jednocześnie oskarżył Libię, Koreę Północną, Nikaraguę i Kubę o przynależność do państw terrorystycznych, stwierdzając jednocześnie, że współpracują one z ZSRR. 8 kwietnia sekretarz generalny KPZR Michaił Gorbaczow oświadczył, że chce się spotkać z amerykańskim prezydentem. Przywódca Związku Radzieckiego wprowadził moratorium na rozmieszczanie rakiet w Europie i przeprowadzanie podziemnych prób jądrowych. Reagan jednak nie poszedł za przykładem Gorbaczowa i kontynuował zbrojenia. Spotkanie obu przywódców odbyło się od 19 do 21 listopada 1985 w Genewie. Zawarto tam wówczas porozumienia dotyczące regularnych spotkań sekretarza stanu i ministra spraw zagranicznych, wznowienia komunikacji lotniczej i wymiany naukowo-oświatowej, otwarcia konsulatów w Kijowie i Nowym Jorku oraz o współpracy w dziedzinie ochrony środowiska i wynalezienia lekarstwa na raka.
Na początku 1986 zapowiedział kontynuację programu badań kosmicznych, pomimo że 28 stycznia, krótko po starcie, rozbił się wahadłowiec Challenger. Ponadto zwrócił się do Kongresu o wyasygnowanie 100 milionów dolarów na wsparcie dla kontrrewolucjonistów w Nikaragui. Popierał także powstania w Angoli, Kampuczy i Afganistanie. 11 i 12 października w Reykjavíku odbyło się drugie spotkanie Reagana i Gorbaczowa. Podczas rozmów Gorbaczow postulował zmniejszenie zbrojeń jądrowych, poprzez zaprzestanie prób w kosmosie. Ponieważ jednak uniemożliwiłoby to prowadzenie badań nad Inicjatywą Obrony Strategicznej, Reagan nie przystał na tę propozycję.
Miesiąc po rozmowach na Islandii, w Stanach Zjednoczonych wybuchła afera Iran-Contras. Libański tygodnik „Al Shiraa” ujawnił, że były doradca ds. bezpieczeństwa narodowego Robert McFarlane, wraz z trzema współpracownikami, we wrześniu 1986 przybył do Teheranu i wręczył prezenty tamtejszym oficjelom. Ponadto ujawniono, że USA dostarczało potajemnie broń Iranowi, w zamian za uwolnienie kilku amerykańskich zakładników z rąk Hezbollahu. Reagan wielokrotnie wcześniej zapewniał, że nie będzie pertraktować z porywaczami i nakłaniał sojuszników do przestrzegania nałożonego wcześniej na Iran embarga na broń. Opinia publiczna i prasa zaczęły wówczas ostro atakować prezydenta, zarzucając mu hipokryzję. 13 listopada Reagan wygłosił oświadczenie, w którym zaprzeczył informacjom tygodnika dotyczącym negocjacji z terrorystami, jednak przyznał, że niewielkie ilości broni były dostarczane, tłumacząc to interesem narodowym kraju. Potwierdził także, że McFarlane był tajnym wysłannikiem USA, mającym nawiązać stosunki z władzami irańskimi, ale nie został przyjęty przez ajatollaha Ruhollaha Chomejniego. Prezydent nie uznawał swojej winy i nie zamierzał dymisjonować sekretarza stanu George’a Shultza. 25 listopada prokurator generalny Edwin Meese upublicznił, że pieniądze uzyskane ze sprzedaży broni zostały przelane na szwajcarskie konto, z którego potem czerpali kontrrewolucjoniści nikaraguańscy. Zaznaczył jednak, że prezydent nie był o tym informowany. W wyniku tych wydarzeń, doradca ds. bezpieczeństwa narodowego, John Poindexter i jego zastępca Oliver North, złożyli rezygnacje. Na początku 1987 powołano trzyosobową komisję, pod przewodnictwem Johna Towera, która 25 lutego przedłożyła raport. Komisja Towera orzekła, że Reagan nie był świadomy wszystkich działań w aferze Iran-Contras, jednakże bardzo krytycznie oceniła pozostałe działania prezydenta. W wyniku raportu Reagan postanowił powołać nowego szefa personelu Białego Domu, po rezygnacji Donalda Regana. Kilku polityków odmówiło, nie chcąc się wiązać z administracją znajdującą się w kryzysie wizerunkowym, jednak ostatecznie ofertę posady przyjął lider republikanów w Senacie – Howard Baker. Ponadto 4 marca prezydent wygłosił orędzie, w którym przyznał się do błędu i wziął na siebie pełną odpowiedzialność. W międzyczasie powołano także komisje Izby Reprezentantów i Senatu, które opublikowały swój raport 18 listopada 1987. W raporcie stwierdzają, że prezydent wiedział o działaniach Krajowej Rady Bezpieczeństwa, a jeśli nie wiedział, to niedostatecznie panował nad podległymi mu organami.
Na początku czerwca 1987 udał się do Wenecji na konferencję liderów państw kapitalistycznych. Rozmowy dotyczyły współpracy na linii Wschód-Zachód, zacieśnienia współpracy państw zachodnich, redukcji zbrojeń i przestrzegania praw człowieka. Ponadto dyskutowano na temat terroryzmu, bezpieczeństwa w Zatoce Perskiej i epidemii AIDS. Przy okazji wizyty we Włoszech, Reagan spotkał się także z papieżem Janem Pawłem II w Watykanie. Było to trzecie takie spotkanie, podczas których omawiano problemy wyścigu zbrojeń, stosunków krajów kapitalistycznych z socjalistycznymi i programów pomocy humanitarnej. Na drugim ze spotkań (w czerwcu 1984 roku) Stany Zjednoczone i Stolica Apostolska po 117-letniej przerwie ponownie nawiązały stosunki dyplomatyczne. Ambasadorem USA przy Stolicy Apostolskiej został William Wilson.
W listopadzie 1987 w Genewie toczyły się rokowania sekretarza stanu George’a Shultza i ministra spraw zagranicznych Eduarda Szewardnadzego. W czasie tych rozmów uzgodniono treść traktatu dotyczącego całkowitej likwidacji rakiet krótkiego i średniego zasięgu. Przedmiotowa umowa, zwana traktatem INF, została podpisana 8 grudnia w Waszyngtonie przez Gorbaczowa i Reagana. Skutkami tej umowy były rezygnacja Stanów Zjednoczonych z utrzymywania rakiet krótkiego i średniego zasięgu w Europie oraz zapewnienie niestosowania takich środków w przyszłości. Tydzień później Reagan spotkał się z senatorami, aby złożyć wyjaśnienia w sprawie traktatu.
Na początku 1988 zapowiedział chęć 50% redukcji zbrojeń USA i ZSRR. Utrzymywał jednak swoje zdecydowane poparcie dla SDI oraz kontrrewolucjonistów nikaraguańskich. Mimo to 3 lutego Izba Reprezentantów odrzuciła wniosek o wsparcie dla Contras. Z kolei Senat tego samego dnia obalił prezydenckie weto wobec ustawy o zaostrzeniu walki z dyskryminacją rasową i religijną.

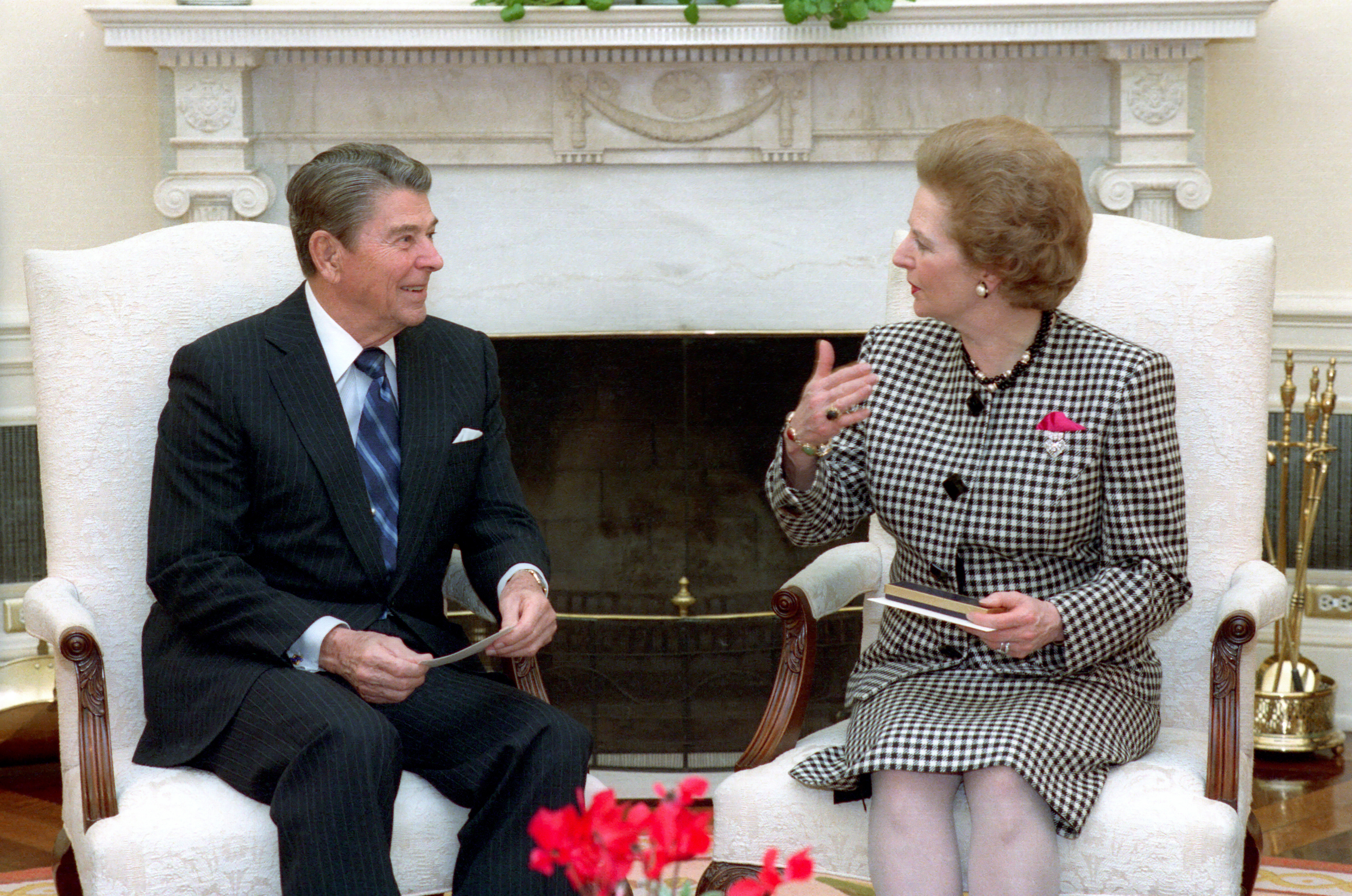
Ronald Reagan i Margaret Thatcher, 1988

Na przełomie maja i czerwca odbyło się czwarte spotkanie Reagana z Gorbaczowem. Tym razem rokowania miały miejsce w Moskwie. Pod koniec maja Senat amerykański zaaprobował układ INF, dzięki czemu Reagan mógł wymienić akty ratyfikacyjne. Ponadto obaj uzgodnili wzajemne informowanie o ewentualnym wystrzeleniu rakiet balistycznych i stopniowym redukowaniu broni ofensywnej. Dodatkowo postanowili o wspólnym przeprowadzeniu eksperymentu w dziedzinie kontroli podziemnych wybuchów jądrowych na poligonach doświadczalnych.
W lecie 1988 odbywała się kampania wyborcza przed wyborami prezydenckimi, w której Reagan udzielił stanowczego poparcia swojemu wiceprezydentowi – George’owi Bushowi. Bush uzyskał nominację Partii Republikańskiej i odniósł zwycięstwo w wyborach powszechnych oraz w głosowaniu Kolegium Elektorów nad kandydatem Partii Demokratycznej Michaelem Dukakisem.

## Emerytura i śmierć
Po opuszczeniu Białego Domu przeniósł się z żoną do Kalifornii. Na emeryturze zajmował się wygłaszaniem wykładów i pisaniem pamiętników. Czasami udawał się w podróże, m.in. do Japonii w 1989 i do Polski w 1990. Jesienią 1991 odbyło się uroczyste otwarcie Biblioteki Prezydenckiej w Simi Valley. W czasach administracji George’a Busha udzielał rad prezydentowi, natomiast krytykował gabinet Billa Clintona.
Od czasu zachorowania na Alzheimera rzadziej udzielał się publicznie. Zmarł 5 czerwca 2004 w Los Angeles, w wyniku zapalenia płuc. Pogrzeb odbył się 11 czerwca i został ogłoszony dniem żałoby narodowej, a uczestniczyli w nim m.in. prezydenci USA George W. Bush, George H.W. Bush, Gerald Ford, Jimmy Carter i Bill Clinton, premierzy Wielkiej Brytanii Margaret Thatcher i Tony Blair, były prezydent Związku Radzieckiego Michaił Gorbaczow, były prezydent Polski Lech Wałęsa, były premier Kanady Brian Mulroney, premier Włoch Silvio Berlusconi i kanclerz Niemiec Gerhard Schröder. Reagan został pochowany 12 czerwca 2004 na terenie swojej biblioteki prezydenckiej w Kalifornii.

## Życie prywatne

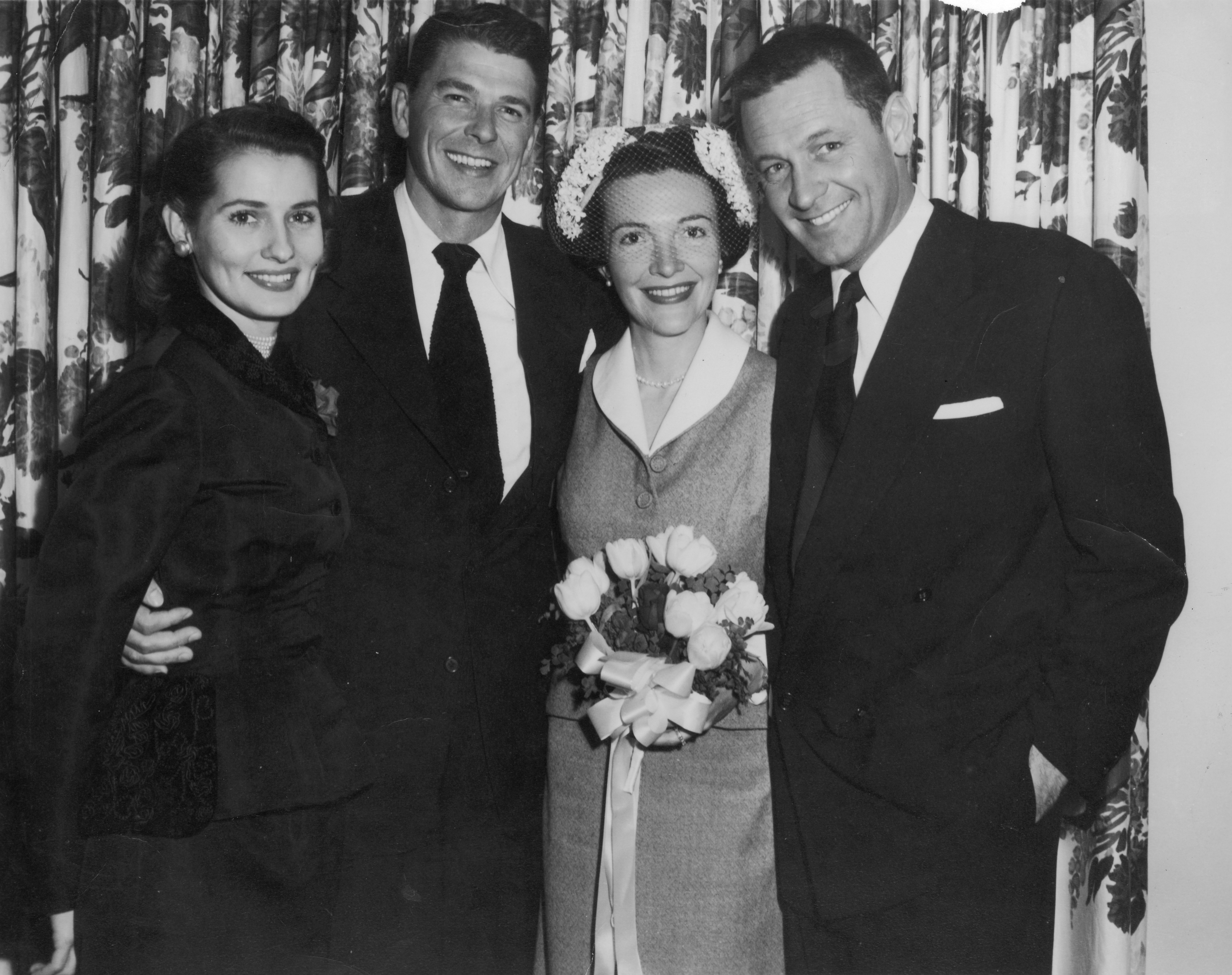
Ronald i Nancy Reaganowie oraz William Holden i Brenda Marshall (1952)

Na planie filmu Brother Rat poznał swoją pierwszą żonę, Jane Wyman, z którą miał córki: Maureen (1941–2001) i Christine (zmarłą krótko po urodzeniu w 1947), a także wychowywał adoptowanego Michaela (ur. 1945). Drugą żonę, Nancy, poznał na planie filmu Hellcats of the Navy. Miał z nią córkę Patricię Ann (ur. 1952) i syna Ronalda Prescotta (ur. 1958).
Otrzymał tytuły honorowego obywatela Wilna i Gdańska.

## Zdrowie
13 lipca 1985 przeszedł kilka operacji, które były spowodowane złośliwymi zmianami nowotworowymi. Usunięto mu polipy i fragment jelita. 30 lipca zoperowano jego nos, w celu usunięcia podrażnionej tkanki, a 10 października usunięto stamtąd kolejne komórki nowotworowe. W czasie jego absencji, obowiązki prezydenta sprawował wiceprezydent George Bush. 5 listopada 1994 podał do wiadomości publicznej, że cierpi na chorobę Alzheimera. Według jego syna Michaela, pierwsze objawy schorzenia pojawiły się u byłego prezydenta w 1992.

## Odznaczenia (lista niepełna)
- Medal Departamentu Obrony za Wybitną Służbę Publiczną – 1989[43]
- Order Lwa Białego I Klasy (cywilny) – Czechy, 1999[44]
- Order Orła Białego – Polska, 2007 (pośmiertnie)[45]